# تپه پاقلعه
تپه پاقلعه مربوط به دوره ایلخانی است و در شهرستان اراک، بخش مرکزی، دهستان مشهد میقان، روستای ایبک آباد واقع شده و این اثر در تاریخ ۲۶ اسفند ۱۳۸۷ با شمارهٔ ثبت ۲۶۱۰۹ به‌عنوان یکی از آثار ملی ایران به ثبت رسیده است.